# Baross tér (Budapešť)
Baross tér (doslova v češtině Barossovo náměstí) je náměstí v hlavním městě Maďarska, Budapešti. Leží ve východní části města, u staniční budovy nádraží Budapest-Keleti pályaudvar. Pojmenováno je po zalitavském ministru obchodu Gáboru Bárosovi. Náměstí je živým dopravním uzlem. Kromě největšího budapešťského nádraží se pod ním kříží také dvě linky metra (M2 a M4), ústí sem řada rušných ulic a je zde napojení na autobusovou i trolejbusovou dopravu. Současnou podobu náměstí z roku 2014, kdy byla jeho centrální část upravena tak, že pěší doprava byla umístěna do podchodu a na úrovni terénu byla zrenovována zeleň.